# Ніколає Унгуряну
Ніколає Унгуряну (рум. Nicolae Ungureanu, нар. 11 жовтня 1956, Крайова) — румунський футболіст, що грав на позиції лівого захисника, зокрема, за клуби «Університатя» (Крайова) та «Стяуа», а також національну збірну Румунії.
Чотириразовий чемпіон Румунії. П'ятиразовий володар Кубка Румунії.

## Клубна кар'єра
Народився 11 жовтня 1956 року в місті Крайова. Вихованець місцевої юнацької команди КСШ.
У дорослому футболі дебютував 1975 року виступами за команду іншого місцевого клубу «Електропутере» (Крайова), в якій провів два сезони, взявши участь у 40 матчах чемпіонату.
Своєю грою за цю команду привернув увагу представників тренерського штабу найсильнішої команди з тієї ж Крайови, «Університаті», до складу якої приєднався 1977 року. Відіграв за цю команду наступні десять сезонів своєї ігрової кар'єри. Був одним з ключових гравців «Університаті» у період її найвищого піднесення наприкінці 1970-х та на початку 1980-х, коли команда двічі виборювала титул чемпіонів Румунії та тричі перемогала у національному Кубку.
Згодом результати команди з Крайови погіршилися, проте Унгуряну продовжував захищати її кольори до 1987 року, в якому перейшов до нового лідера румунського футболу, клубу «Стяуа» (Бухарест). У складі столичної армійської команди провів наступні п'ять років своєї кар'єри гравця, протягом яких додав до переліку своїх трофеїв ще два титули чемпіона Румунії і два Кубки Румунії. Був основним лівим захисником команди, яка в сезоні 1988/89 сягнула фіналу тогорічного Кубка європейських чемпіонів, де, утім, крупно поступилася італійському «Мілану».
Завершив професійну ігрову кар'єру у клубі «Рапід» (Бухарест), за команду якого виступав протягом 1992—1993 років.

## Виступи за збірну
1981 року дебютував в офіційних матчах у складі національної збірної Румунії. Протягом кар'єри у національній команді, яка тривала 9 років, провів у її формі 57 матчів, забивши 1 гол.
У складі збірної був учасником чемпіонату Європи 1984 року у Франції, де румуни завершили боротьбу на груповій стадії, зарахувавши до свого активу лише одну нічию у трьох іграх.

## Титули і досягнення
- Чемпіон Румунії (4):

«Університатя» (Крайова): 1979-1980, 1980-1981
«Стяуа»: 1987-1988, 1988-1989
- Володар Кубка Румунії (5):

«Університатя» (Крайова): 1977-1978, 1980-1981, 1982-1983
«Стяуа»: 1988-1989, 1991-1992